# 실버스테인 아이 센터즈 아레나
실버스테인 아이 센터즈 아레나(Silverstein Eye Centers Arena)는 미국 미주리주 인디펜던스에 위치한 실내 경기장이다. 현재 ECHL 캔자스시티 매버릭스의 홈경기장으로 사용되고 있다.